# Ultimate Kylie
Ultimate Kylie è il secondo greatest hits della cantante australiana Kylie Minogue, pubblicato il 22 novembre 2004. L'album è diviso in due CD, contenenti tutti i suoi brani di maggior successo estratti dai nove precedenti dischi della cantante, più due pezzi inediti, I Believe in You (scritto con gli Scissor Sisters) e Giving You Up (scritto con Xenomania).
L'album è stato successivamente ristampato solo in Australia come set composto dai due CD più un DVD con tutti i videoclip della cantante. Questo album ha surclassato in fatto di vendite la precedente raccolta di Kylie Minogue Greatest Hits del 1992.

## Descrizione
La raccolta presenta una versione in compact disc e una versione in DVD. La prima versione comprende due CD con tutte le hit-singoli della cantante, mentre la seconda versione comprende tutti i videoclip girati per i singoli della cantante. Tutte le tracce contenute nel cd sono rimasterizzate in alta risoluzione moderna. La raccolta non include nove dei singoli della carriera della cantante: It's No Secret, Word Is Out, If You Were With Me Now, Finer Feelings, What Kind Of Fool, Where Is The Feeling, GBI, Some Kind Of Bliss, Your Disco Needs You. In realtà la traccia Your Disco Needs You è presente solo nell'edizione tedesca della raccolta.

## Singoli
- I Believe in You è una ballata elettronica, uscita nelle radio europee agli inizi di novembre 2004. Scritta da Kylie in collaborazione de Scissor Sisters. La canzone era destinata ad essere l'ennesima numero 1 inglese della cantante, ma andò solo numero 2 superata dal successo imminente dell'evento benefico Band Aid. La canzone ha ricevuto una nomination per Best Dance Recording ai Grammy americani e la numero 1 in Europa.
- Giving You Up è il secondo singolo mondiale. Uscita in radio a febbraio 2005, è un pezzo pop mescolato a sonorità moderne, prodotta da Xenomania. È accompagnato da un video in cui Kylie viene vista come una donna alta circa tre metri, ironizzando se stessa per la bassa statura. La canzone è uscita in Australia in contemporanea all'airplay-singolo Made Of Glass, che è anche B-side del singolo fisico.

## Tracce
Disco 1
1. Better the Devil You Know – 3:53
2. The Locomotion – 3:14
3. I Should Be So Lucky – 3:24
4. Step Back in Time – 3:04
5. Shocked – 3:09
6. What Do I Have to Do – 3:33
7. Wouldn't Change a Thing – 3:14
8. Hand on Your Heart – 3:51
9. Especially for You – 3:56 – con Jason Donovan
10. Got to Be Certain – 3:19
11. Je Ne Sais Pas Pourquoi – 4:01
12. Give Me Just a Little More Time – 3:06
13. Never Too Late – 3:21
14. Tears on My Pillow – 2:30
15. Celebration – 4:01

Disco 2
1. I Believe in You – 3:21
2. Can't Get You out of My Head – 3:52
3. Love at First Sight – 3:59
4. Slow – 3:13
5. On a Night like This – 3:33
6. Spinning Around – 3:27
7. Kids – 4:20 – con Robbie Williams
8. Confide in Me – 4:26
9. In Your Eyes – 3:18
10. Please Stay – 4:04
11. Red Blooded Woman – 4:20
12. Giving You Up – 3:30
13. Chocolate – 4:01
14. Come into My World – 4:06
15. Put Yourself in My Place – 4:11
16. Did It Again – 4:14
17. Breathe – 3:40
18. Where the Wild Roses Grow – 3:57 – con Nick Cave

Disco 3 (Special Edition - Videos)
1. I Should Be So Lucky
2. Got to Be Certain
3. The Locomotion
4. Je Ne Sais Pas Pourquoi
5. Especially for You
6. Hand on Your Heart
7. Wouldn't Change a Thing
8. Never Too Late
9. Tears on My Pillow
10. Better the Devil You Know
11. Step Back in Time
12. What Do I Have to Do
13. Shocked
14. Give Me Just a Little More Time
15. Celebration
16. Confide in Me
17. Put Yourself In My Place
18. Where the Wild Roses Grow
19. Did It Again
20. Breathe
21. Spinning Around
22. On A Night Like This
23. Kids
24. Please Stay
25. Can't Get You out of My Head
26. In Your Eyes
27. Love at First Sight
28. Come into My World
29. Slow
30. Red Blooded Woman
31. Chocolate
32. I Believe in You
33. Can't Get Blue Monday Out of My Head (Live At The Brits)

## Successo commerciale
L'album debuttò al numero 4 nella top10 inglese, dove restò per 7 settimane. Solo in Inghilterra Ultimate Kylie ha venduto circa 1 milione di copie, ed in totale ha sorpassato i tre milioni mondiali, anche in seguito alle vicissitudini di salute della cantante. In Australia è stato il 42simo album più venduto del 2004, il 38simo più venduto del 2005 ed il 40simo più venduto del 2006, pur essendo uscito a dicembre del 2004. In Irlanda, l'album ha ottenuto ben 3 Platini vendendo quasi 50 000 copie. In Italia, l'album ha venduto circa 25 000 copie ad oggi, ricevendo lo status di Disco D'Argento.
Il primo singolo I Believe In You è una ballata elettro-pop ed è stato un successo mondiale, arrivando al numero 4 nella classifica mondiale singoli ed al numero 3 nelle più ballate in USA.
La versione giapponese della raccolta presenta 3 Bonus Track: Turn It Into Love del 1988; Can't Get Blue Monday Out Of My Head inclusa nella special-edition dell'album Fever del 2001; Slow (Chemical Brothers Remix) del 2003.

## Classifiche

### Chart positions
| Classifica (2007/08)       | Massima posizione | Certification | Sales      |
| -------------------------- | ----------------- | ------------- | ---------- |
| Messico Albums Chart       | 1                 |               |            |
| Croazia Albums Chart       | 3                 |               |            |
| Uk Album Chart             | 4                 | 4 x Platinum  | 1 000 000+ |
| Australia Albums Chart     | 5                 | 4 x Platinum  | 300 000+   |
| Irlanda Albums Chart       | 8                 | 3 x Platinum  | 50 000+    |
| Grecia International Album | 9                 |               |            |
| Argentina Album Chart      | 10                |               |            |
| German Albums Chart        | 10                | Gold          | 160 000+   |
| Belgio Albums Chart        | 14                | Platinum      | 30 000+    |
| Austria Album Chart        | 15                | Gold          | 15 000+    |
| Danimarca                  | 17                |               |            |
| Norvegia                   | 18                |               |            |
| Svizzera                   | 19                |               |            |
| Finlandia Album Chart      | 24                |               |            |
| Francia Album Chart        | 24                |               |            |
| Spagna Album Chart         | 27                | Gold          | 46 000+    |
| Nuova Zelanda Album Chart  | 33                |               |            |
| Italia Album Chart         | 42                | Silver        | 25 000+    |
| USA Album Chart            | 115               |               | 40 000+    |

Year End Chart: I più venduti dell'anno
- Australia 2004 - numero 42
- Australia 2005 - numero 38
- Australia 2006 - numero 40
- Inghilterra 2004 - numero 27[8]
- Inghilterra 2005 - numero 64